# Meteorite marziano

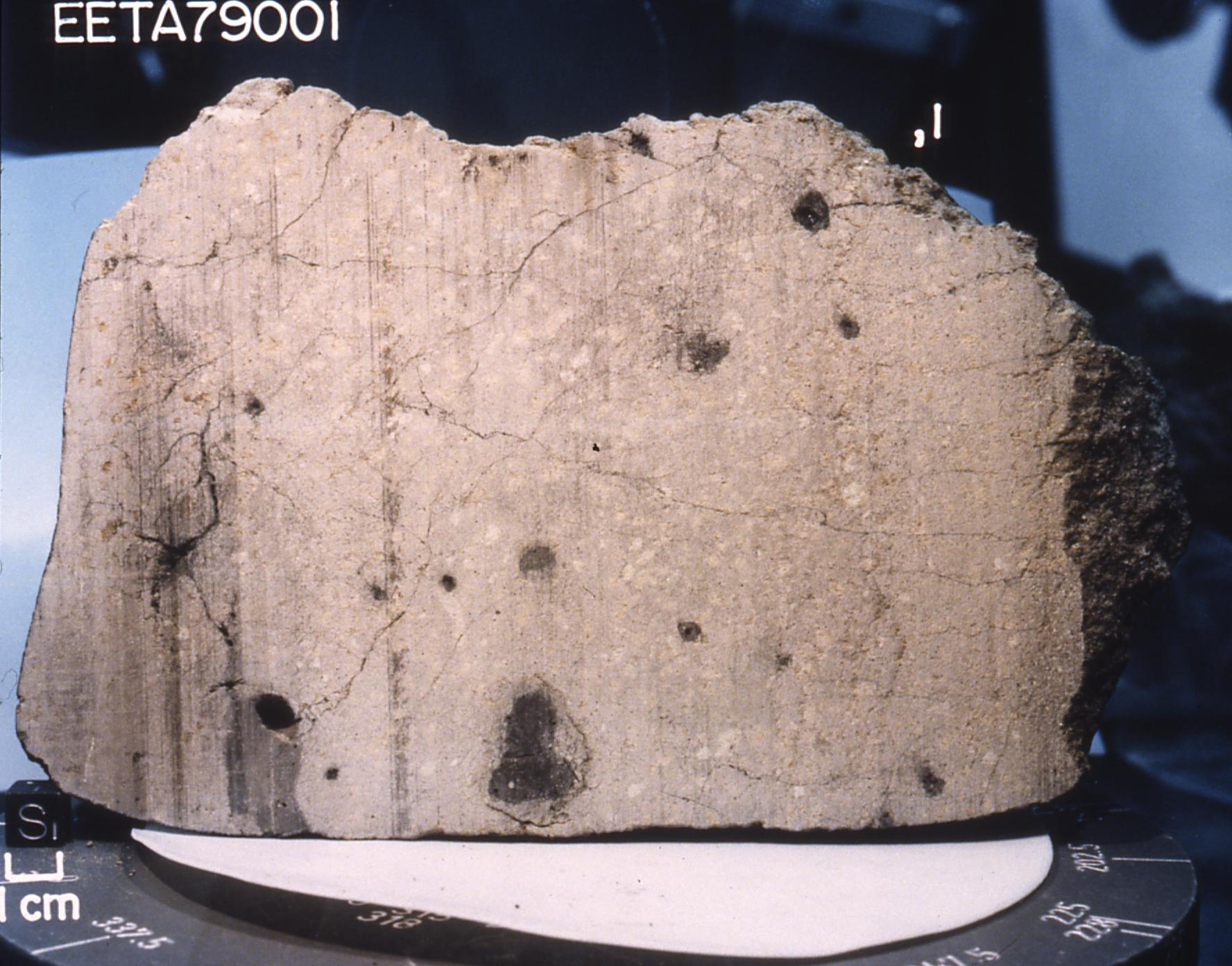
Meteorite marziano EETA79001, shergottite

Un meteorite marziano è un meteorite acondritico che si è originato da Marte ed è caduto sulla Terra. Questo può accadere come risultato di un forte impatto meteoritico su Marte in grado di far schizzare nello spazio dei frammenti rocciosi dalla superficie del pianeta.
È importante sottolineare che il termine "meteorite marziano" non si riferisce a meteoriti trovati effettivamente sulla superficie di Marte come ad esempio Heat Shield Rock.

## Storia
Fin dai primi anni ottanta era ovvio che le meteoriti SNC (Shergottiti, Nakhliti e Chassigniti) fossero significativamente diverse dalla maggior parte delle altre meteoriti. Tra le differenze c'era ad esempio un'età di formazione più recente, una diversa composizione isotopica dell'ossigeno, la presenza di prodotti derivati da un'alterazione acquosa e alcune somiglianze chimiche con le analisi delle rocce della superficie di Marte eseguite dalle sonde Viking nel 1976. Diversi specialisti suggerirono che queste caratteristiche implicavano che l'origine delle meteoriti SNC fosse da individuare in un corpo progenitore relativamente grande, probabilmente Marte.
Nel 1983, nella shergottite EET79001, furono trovati dei gas intrappolati all'interno di materiale vetroso da impatto. Analizzando la composizione di questi gas si scoprì che assomigliava molto a quella dell'atmosfera marziana analizzata dalle sonde Viking. Questi gas fornirono quindi la prova diretta di un'origine marziana.
Nel 2000, in una pubblicazione di Treiman, Gleason e Bogard, venne fornita una panoramica di tutte le argomentazioni utilizzate per affermare che le meteoriti SNC (all'epoca ne erano stati trovate 14) provenissero da Marte. Nella pubblicazione si legge: "Si direbbe inverosimile che gli SNC non provengano da Marte. In questo caso comunque il loro corpo progenitore sarebbe sostanzialmente identico a Marte come oggi lo conosciamo."

## Tipi di meteorite marziano
Tra le diverse migliaia di meteoriti recuperate solo 99 (a luglio 2011) sono state identificate come provenienti da Marte e la maggior parte di esse sono state trovate solo a partire dal 2000.
Delle 99 meteoriti marziane conosciute (al 30/07/2011), ben 98 sono raggruppate in 3 sottogruppi: shergottiti (83), nakhliti (13) e chassigniti (2). Questi tre sottogruppi costituiscono il gruppo "SNC", dalle iniziali dei sottogruppi. I singoli sottogruppi devono il loro nome al primo meteorite riconosciuto per ciascun tipo: rispettivamente le meteoriti Shergotty, Nakhla e Chassigny. Il meteorite anomalo ALH 84001 è di solito classificato in un gruppo a parte chiamato "OPX". Le meteoriti marziane hanno composizioni isotopiche coerenti con quelle di Marte e diverse da quelle della Terra.
- Meteoriti marziane
  - Meteoriti SNC
    - Shergottiti
    - Nakhliti
    - Chassigniti

  - Meteoriti OPX (ALH 84001)

### Shergottiti

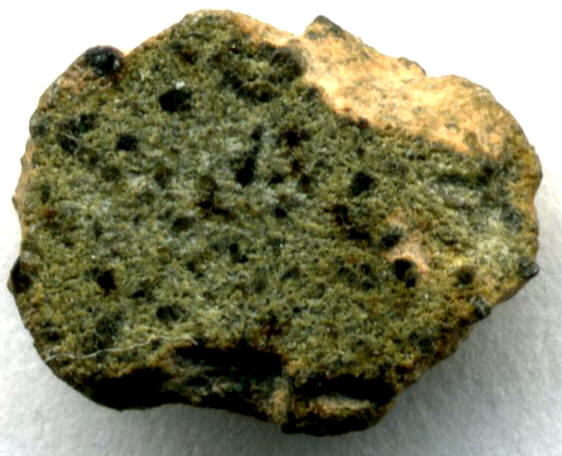
Shergottite NWA 2373, frammento largo 6mm

Circa tre quarti di tutte le meteoriti marziane sono classificate come shergottiti. Questo gruppo deve il suo nome al meteorite Shergotty caduto a Sherghati in India nel 1865.
Le shergottiti sono rocce magmatiche di litologia da femica ad ultrafemica.
In base ai minerali che contengono e alla dimensioni dei cristalli si dividono in tre gruppi principali:
- Basaltiche
- Olivino-Phyric (ad elevato contenuto di olivina)
- Lherzolitiche

Possono essere divise in alternativa in tre o quattro gruppi in base al loro contenuto di terre rare. Questi due sistemi di classificazione creano gruppi non sovrapponibili, lasciando intendere che esistano relazioni complesse tra le varie rocce di partenza e i magmi che le hanno originate dove si sono formate le shergottiti.
Il periodo di cristallizzazione delle shergottiti si direbbe non più antico di 180 milioni di anni fa. Il punto è che si tratta di un'età sorprendentemente recente considerando quanto antica appare essere l'età della maggior parte della superficie di Marte e le modeste dimensioni dello stesso pianeta. In base a queste evidenze alcuni studiosi hanno suggerito l'idea che le shergottiti siano in realtà molto più antiche. Il "paradosso dell'età delle shergottiti" resta insoluto ed è ancora un'area attiva di ricerca e dibattito.

### Nakhliti

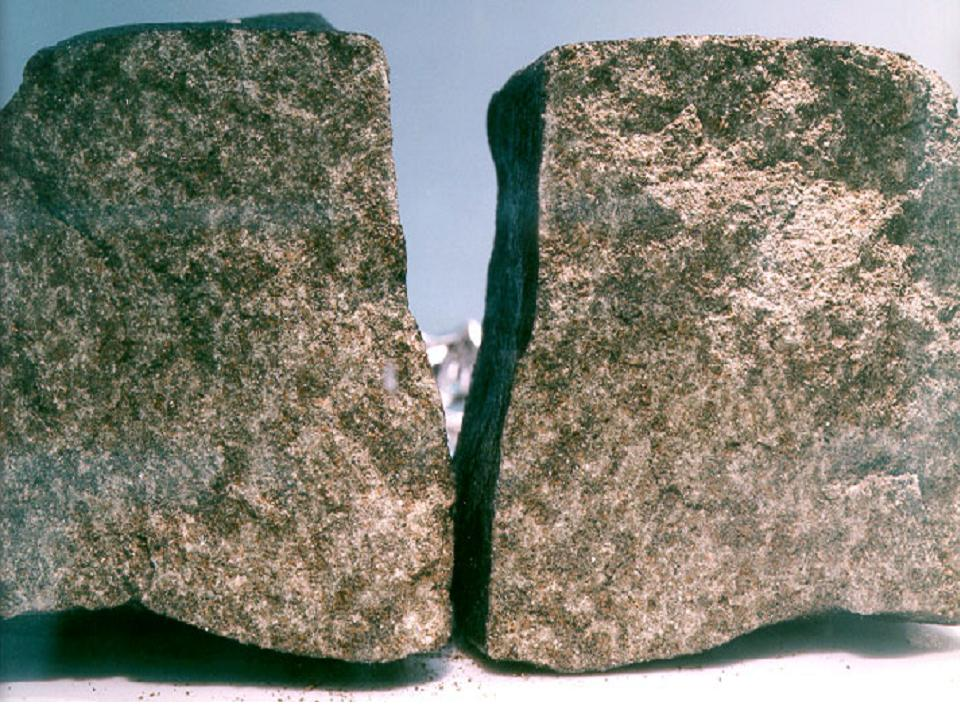
Il meteorite Nakhla

Il primo meteorite assegnato a questo gruppo fu il meteorite Nakhla, caduto a El-Nakhla, presso Alessandria d'Egitto, nel 1911 e dal peso di circa 10 kg.
Le nakhliti sono rocce magmatiche ricche di augite e che si sono formate a partire da magma basaltico circa 1,3 miliardi di anni fa. Contengono augite e cristalli di olivina. La loro epoca di cristallizzazione, raffrontata alla cronologia di formazione dei crateri marziani, suggerisce come luogo di origine di questo materiale il complesso vulcanico di Tharsis, Elysium Planitia o Syrtis Major Planum.
È stato dimostrato che le nakhliti furono suffuse con acqua liquida circa 620 milioni di anni fa e che furono espulse da Marte circa 10,75 milioni di anni fa a seguito dell'impatto di un asteroide.
Il meteorite Yamato 000593 è il secondo più grande meteorite marziano ritrovato sulla Terra appartenente al gruppo delle Nakhliti.

### Chassigniti
La prima chassignite, il meteorite Chassigny, cadde a Chassigny, in Francia nel 1815.
Finora è stato trovato solo un altro meteorite di questo tipo, l'NWA 2737: si tratta di un meteorite trovato in Marocco o nel Sahara Occidentale nell'agosto del 2000 dai cercatori di meteoriti Bruno Fectay e Carine Bidaut. Inizialmente gli fu dato il nome temporaneo di "Diderot". Beck et al. scrivono che "[in questo meteorite] la mineralogia, la composizione chimica principale e le tracce di elementi minori, così come la abbondanza relativa degli isotopi dell'ossigeno, rivelano una sicura origine marziana e forti affinità con Chassigny."

### Altri tipi

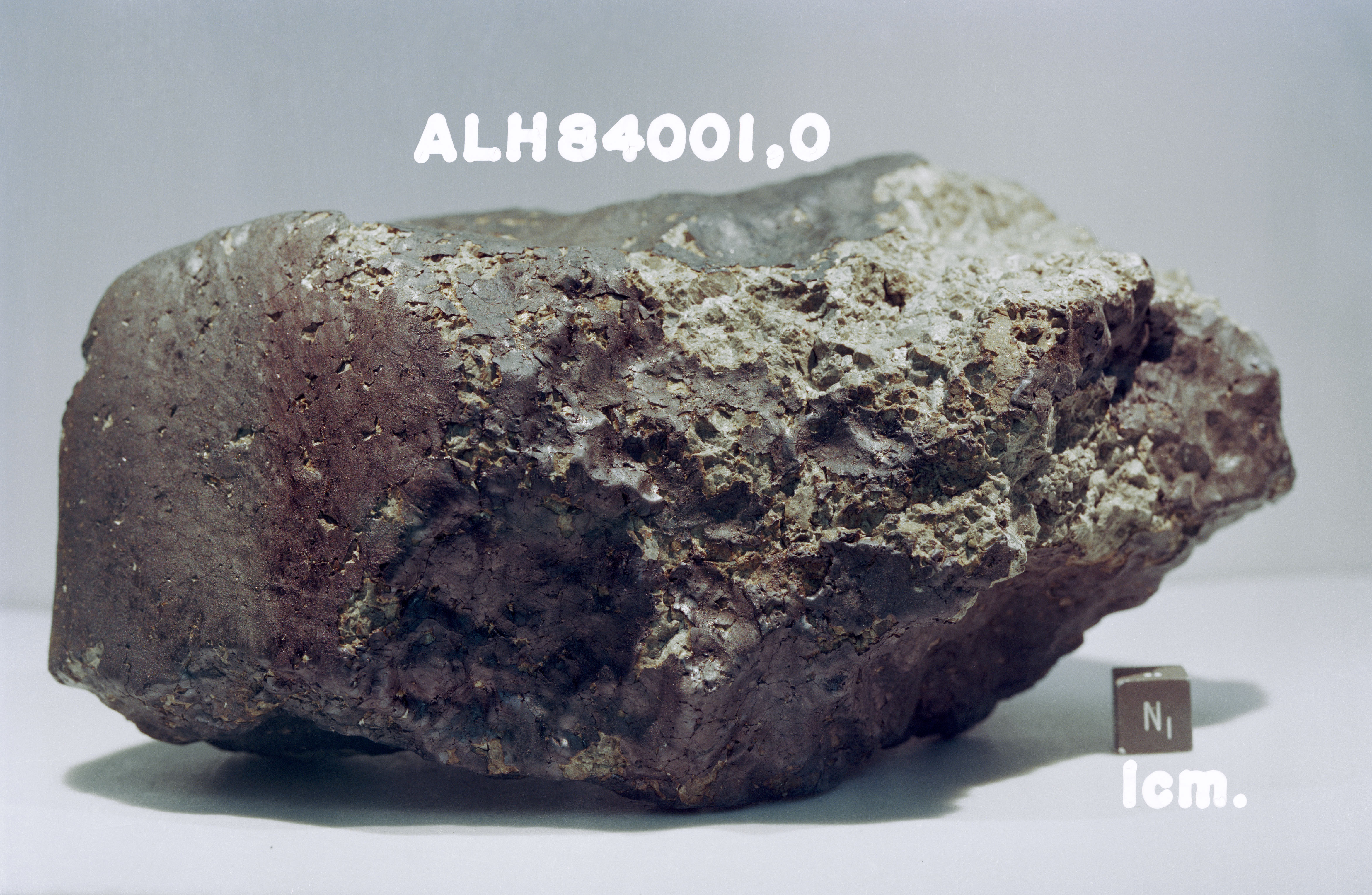
ALH 84001, la più famosa meteorite marziana

La famosa meteorite ALH 84001 presenta un tipo di roccia diverso dalle altre meteoriti marziane, la ortopirossenite (una roccia magmatica composta prevalentemente da ortopirosseno). Questa meteorite balzò agli onori della cronaca dopo che l'analisi con microscopio elettronico a scansione rivelò strutture che furono considerati resti fossilizzati di forme di vita simili a batteri. Nel 2005 l'opinione della maggior parte degli studiosi era che si trattasse di una contaminazione terrestre. Nel 2009 però nuove analisi sembrarono escludere un'origine terrestre o non biologica dando nuovo impulso all'ipotesi della presenza di vita su Marte. ALH 84001 è antica quanto le shergottiti basaltiche e intermedie, cioè circa 4.1 miliardi di anni.
Nel marzo del 2004 è stato ipotizzato che il meteorite Kaidun, caduto il 3 dicembre 1980 nello Yemen, potesse essersi originato dalla luna marziana Fobos. A causa del fatto che Fobos ha molti punti di contatto con gli asteroidi di tipo C e che questo meteorite è una condrite carbonacea, Kaidun non è un meteorite marziano in senso stretto. Tuttavia potrebbe contenere piccoli frammenti di materiale provenienti dalla superficie di Marte.

## Origine
La maggioranza delle meteoriti SNC sono piuttosto giovani se paragonate alle altre meteoriti e questo sembra implicare che su Marte c'è stata attività vulcanica fino a poche centinaia di milioni di anni fa. Il recente periodo di formazione delle meteoriti marziane fu una delle prime caratteristiche che portarono a pensare che la loro origine fosse un pianeta come Marte. Tra le meteoriti marziane, solo ALH 84001 ha un'età radiometrica maggiore di 1,4 miliardi di anni. Tutte le nakhliti e le chassigniti forniscono un'età di formazione simile, se non identica, attorno ai 1,3 miliardi di anni, come determinato da varie tecniche di datazione radiometrica.
Le età di formazione per molte shergottiti è invece variabile e molto più giovane, per la maggior parte tra i 150 e i 575 milioni di anni.
La storia cronologica delle shergottiti non è completamente compresa e alcuni studiosi hanno suggerito che loro possano in effetti essersi formate prima dell'epoca precedente alla loro età radiometrica, un'ipotesi non accettata dalla maggior parte degli specialisti.
L'età di formazione delle meteoriti SNC è spesso associata alla loro età di esposizione ai raggi cosmici (CRE, cosmic-ray exposure), come misurato in base ai prodotti nucleari delle interazioni nello spazio tra il meteorite e le energetiche particelle dei raggi cosmici. Tutte le nakhliti misurate mostrano identiche età CRE di circa 11 milioni di anni, il che combinato con la loro possibile identica età di formazione indica che la loro formazione potrebbe risalire ad un unico evento di impatto in un unico punto della superficie di Marte.
Alcune shergottiti sembrano formare gruppi distinti in base alla loro età di esposizione ai raggi cosmici e alla loro epoca di formazione, indicando che diversi eventi di impatto hanno ciascuno scagliato nello spazio diversi gruppi di shergottiti. L'età CRE delle shergottiti varia da 0,5 a 19 milioni di anni.
Era stato affermato che non ci sono grandi crateri recenti su Marte che potessero essere candidati come luogo di origine delle meteoriti marziane, ma ricerche recenti sostengono di aver individuato un punto di origine verosimile per ALH 84001 e per altre shergottiti.

## Possibili prove della vita su Marte

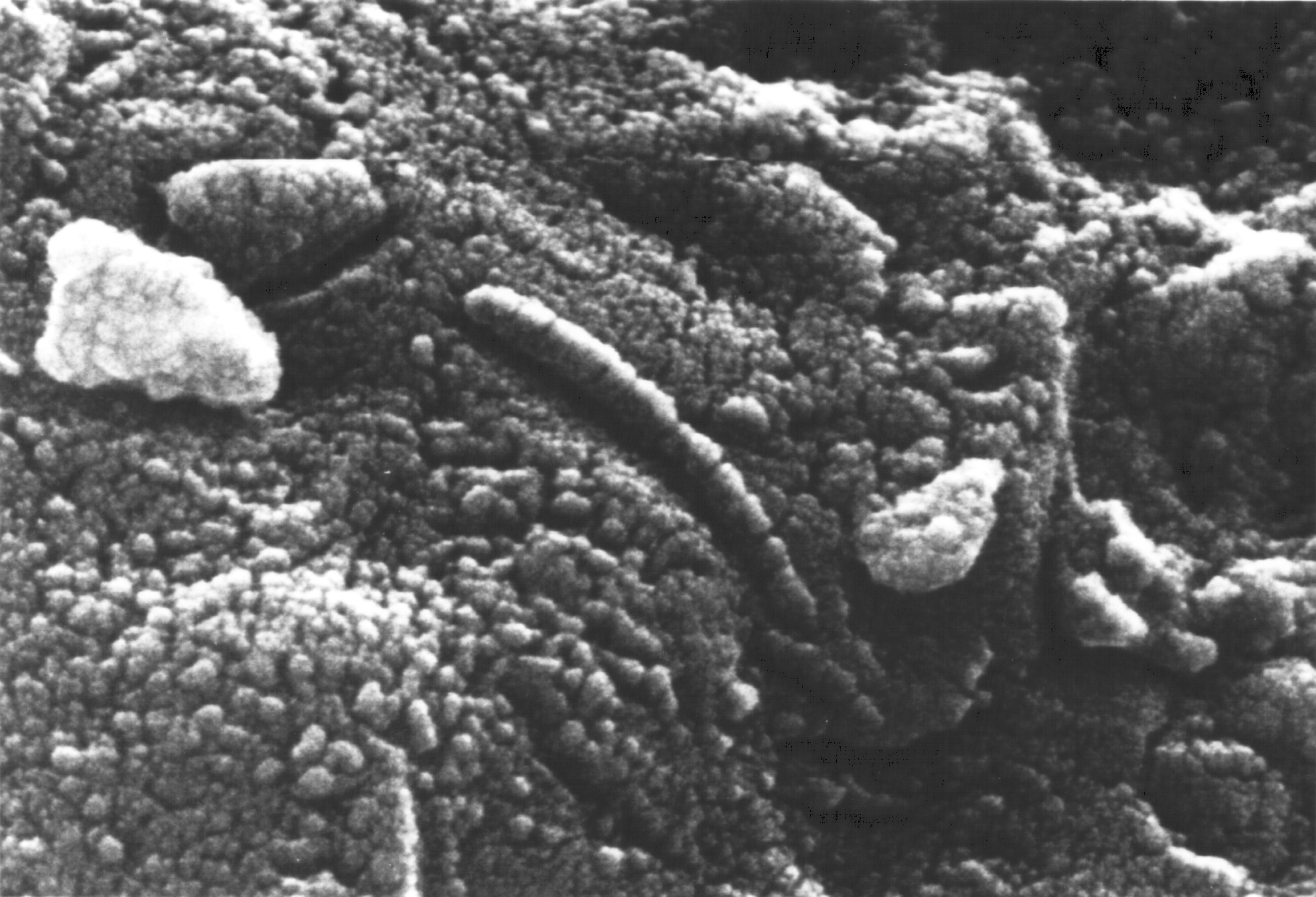
Strutture simili a batteri trovate nel meteorite ALH 84001

Si è scoperto in diverse meteoriti marziane tracce di ciò che per alcuni sono fossili di forme di vita marziane. La più significativa di queste meteoriti è ALH84001, trovata in Antartide. L'espulsione da Marte si stima che abbia avuto luogo circa 16 milioni di anni fa. L'arrivo sulla Terra è avvenuto circa 13000 anni fa. Le fenditure nella roccia si suppone siano state riempite da carbonati (implicando la presenza di acque sotterranee) tra i 4 e i 3.6 miliardi di anni fa. Prove della presenza di idrocarburi policiclici aromatici sono state individuate a livelli crescenti allontanandosi dalla superficie. Diversi minerali all'interno delle fenditure sono depositati in fasi, specificamente ferro depositato come magnetite, che sulla Terra sono indicate come prodotto di biodeposizione. Nel materiale carbonatico che riempie le fessure sono inoltre stati trovate piccole strutture ovoidali o tubolari che potrebbero essere nanobatteri fossili. Il micropaleontologo Schopf, che ha descritto diverse importanti associazioni batteriche terrestri, dopo aver esaminato ALH 84001 ha espresso l'opinione che le strutture sono troppo piccole per essere batteri terrestri e in particolare a lui non sono sembrate simili a forme di vita. La dimensione degli oggetti in questione è compatibile con i nanobatteri terrestri, ma l'esistenza stessa dei nanobatteri è ancora dibattuta.
Diversi studi hanno messo in dubbio la validità di questi fossili. Ad esempio si è scoperto che la maggior parte della materia organica presente nel meteorite era di origine terrestre.
Ciò nonostante un recente studio suggerisce che la magnetite nel meteorite potrebbe essere stata prodotta da forme di vita marziane. Lo studio si è avvalso di una tecnica di microscopia elettronica ad alta risoluzione più avanzata di quella disponibile nel 1996.